# Centropyge bispinosa
Centropyge bispinosa es una especie de pez ángel marino de la familia Pomacanthidae.

## Sinónimos
- Centropyge bispinosus (Günther, 1860)
- Centropyge hispinosus (Günther, 1860)
- Holacanthus bispinosus (Günther, 1860)

## Características
Habita las aguas del Indo-Pacífico: África Oriental hasta las Islas Tuamoto, al norte de la islas Izu, al sur de la isla Lord Howe. Su longitud máxima es de 10 cm, se encuentran solos o en grupos de 3 a 7 ejemplares, junto a los arrecifes de coral en una profundidad que va de los 9 a los 45 metros, se alimenta de algas. El color predominante en este pez es el anaranjado claro, además los hay de color púrpura, tiene sus bordes de color azulado. Su cuerpo es aplanado. 